# سراج محلة (دابوي الجنوبي)
سراج محلة (بالفارسية: سراج‌محله) هي قرية تقع في إيران في قسم دابوي الجنوبی الريفي. يقدر عدد سكانها بـ 246 نسمة .